# R-9 데스나
R-9 데스나는 소련의 2단 액체연료 핵미사일이다. 나토에서는 SS-8 새신 핵미사일이라고 부른다.

## 역사
R-9은 2단인 나로호와 같이 연료는 등유, 산화제는 액체산소를 사용한다.
1964년부터 1976년까지 실전배치되었으며, 길이 24.19 m, 직경 2.68 m, 무게 81톤, 탄두중량 1.6톤, 사거리는 16,000 km이다. 140톤인 나로호 보다 60톤이나 적다. 발사명령을 내리면 20분 내에 연료를 충전하고 발사할 수 있다. 베테랑은 10분 이내에 발사할 수 있다.
1.65에서 2.3 Mt 수소폭탄 한발을 탑재한다.
액체산소라는 극저온 연료를 사용하는 소련의 마지막 미사일이다. 극저온 연료를 사용하는 전세계의 ICBM 중에서 가장 대규모로 실전배치된 모델이다.
발사기지는 3곳이었다. 지하 사일로 Densa-V와 자동화된 지상발사장 Valley에서는 발사명령을 내리면 20분 내에 연료를 충전하고 발사할 수 있다. 자동화가 안 된 지상 발사기지 Densa-N는 발사명령 후 2시간 이내에 발사할 수 있다. 코젤스크에 지상 2연대, 지하 1연대, 플레세츠크 우주기지에 지상 1연대가 배치되었다가, 1971년 두 지상 발사장이 퇴역했고, 1976년 지하 사일로 발사장까지 모두 퇴역했다.
1단은 추력 121톤-140톤인 RD-111 엔진을 사용한다. 4개의 연소실로 되어 있으며, 따라서 하나의 연소실은 추력 30톤-35톤이다. 2단은 추력 30톤이다. 한국은 최근 진공추력 30톤 KRE-030 로켓엔진을 국산화 하는데 성공했다. KRE-030 엔진 5개면 R-9 ICBM을 만들 수 있다는 의미이다.
R-9, R-9A, R-9B의 세가지 모델이 있으며, 모두 130발이 생산되었다. 개발 과정에서 60발을 생산했고, 대량생산은 70발을 했다.

## 덴사-V
R-9은 덴사-V 지하 사일로에서 발사된다. 사일로는 3개를 묶어서 배치했으며, 같은 통제소, 연료 주입 탱크 등을 공유했다. 핫 런치 방식으로 발사된다. 깊이 36 m, 직경 7.8 m이며, 미사일 캐니스터 직경은 5.5 m이다. 1964년 4개 미사일연대가 지상발사, 1개 미사일연대가 지하사일로에 배치되었다. 미사일은 최대 1년간 발사대기상태를 유지할 수 있으며, 연료가 주입되면 최대 24시간 발사준비를 모두 마친 상태로 유지할 수 있다.
베테랑은 대통령의 발사명령 직후 10분 이내에 연료를 주입하고 발사할 수 있는데, 이러한 10분의 의미는, 고체연료 미사일도, 보통 10분 정도 발사준비시간이 필요하다. 즉, 고체연료 미사일과 발사에 걸리는 시간이 거의 같다.

## 제원
- 길이: 26.50 m (86.90 ft)
- 무게: 80,500 kg (177,400 lb)
- 직경: 2.68 m (8.79 ft)
- 최대사거리:
  - 표준탄두: 16,000 km (9,000 mi)
  - 대체탄두: 12,500 km (7,700 mi)
- 최고고도: 1,000 km (600 mi)
- 탄두:
  - 표준탄두: 1.1 톤, 1.65 Mt 수소폭탄
  - 대체탄두: 2.1 톤, 2.3 Mt 수소폭탄
- 1단 엔진
  - 엔진: RD-111, 4개 노즐
  - 진공추력: 1,595.830 kN (358,757 lbf)
  - 연료 등유, 산화제 액체산소
- 2단 엔진
  - 진공추력: 304.000 kN (68,341 lbf)
  - 연료 등유, 산화제 액체산소
- 최대속도: 25,920 kph (16,100 mph) 마하 21.16